# Elias Cobbaut
Elias Cobbaut (* 24. November 1997 in Mechelen) ist ein belgischer Fußballspieler. Der linke Verteidiger steht aktuell bei Sparta Prag unter Vertrag.

## Karriere
Cobbaut spielte in seiner Jugend beim örtlichen Verein KRC Mechelen. Im Alter von siebzehn Jahren wechselte er 2014 innerhalb der Stadt zum Profiverein KV Mechelen. Im Sommer 2016 erhielt er beim KV Mechelen seinen ersten Profi-Vertrag mit einer Laufzeit von zwei Jahren. In seiner ersten Version stand er bei sieben von dreißig Spielen der Hauptrunde auf dem Platz sowie in allen zehn Play-off-II-Spielen.
Bereits nach dieser Saison wurde eine Vertragsverlängerung bis Sommer 2021 vereinbart. Cobbaut stand in 29 von 30 Spielen der Hauptrunde auf dem Platz. Zu Play-off-Spielen kam es nicht, da der KV Mechelen nach dieser Saison aufgrund der Tordifferenz aus der 1. Division abstieg.
Nach entsprechender Einigung beider Vereine wechselte Cobbaut darauf im Sommer 2018 zum RSC Anderlecht, wo er einen Vertrag über fünf Jahre unterschrieb. In seiner ersten Saison beim RSC Anderlecht fiel er von Mitte August 2018 bis Mitte Dezember 2018 infolge eines Bänderrisses aus.
In der Saison 2019/20 bestritt er bis zu deren Abbruch infolge der COVID-19-Pandemie 24 von 29 möglichen Ligaspielen sowie 2 Pokalspiele für Anderlecht. Im 4. Ligaspiel der nächsten Saison erlitt Cobbaut einen Knöchelbruch, wodurch er einschließlich des folgenden Trainingsrückstandes bis Ende Februar 2021 nicht spielte. Dadurch bestritt er in der Saison 2020/21 13 von 40 möglichen Ligaspielen und zwei Pokalspiele für Anderlecht.
Ende August 2021 wurde er, ohne in der Saison 2021/22 ein Spiel für den RSC Anderlecht bestritten zu haben, für den Rest der Saison mit anschließender Kaufoption an den italienischen Zweitligisten Parma Calcio ausgeliehen. Cobbaut bestritt für Calcio 35 von 37 möglichen Ligaspielen und schoss dabei zwei Tore. Ende Mai 2022 übte Calcio die Kaufoption aus. Infolge einer Knieverletzung kam er in der Saison 2022/23 nur zu 11 von 40 möglichen Ligaspielen.
In den ersten vier Spielen der neuen Saison wurde er nicht eingesetzt. Dann wurde für den Rest der Saison eine Ausleihe zurück zum KV Mechelen mit anschließender Kaufoption vereinbart.
Zur Saison 2024/25 wechselte Cobbaut zu Sparta Prag.

## Nationalmannschaft
Cobbaut spielte für U-21-Nationalmannschaft mehrere Qualifikationsspiele zur U-21-Europameisterschaft 2019. Beim Turnier selbst spielte er in allen drei Gruppenspielen über die volle Dauer. Belgien schied als Gruppenletzter nach diesen Gruppenspielen aus. Für die U-21-Europameisterschaft 2021 und deren Qualifikationsspiele war er altersbedingt nicht mehr spielberechtigt.
Nachdem Cobbaut für die Qualifikationsspiele zur Europameisterschaft 2020 am 16. und 19. November 2019 zum ersten Mal in den Kader der A-Nationalmannschaft berufen wurden war, bestritt er am 19. November 2019 gegen Zypern tatsächlich sein erstes A-Länderspiel – direkt über die komplette Spieldauer.